# Карло Бартолець
Карло Бартолець (хорв. Karlo Bartolec, нар. 20 квітня 1995, Загреб) — хорватський футболіст, захисник казахського клубу «Астана».

## Клубна кар'єра
Народився 20 квітня 1995 року в місті Загреб. Вихованець юнацьких команд футбольних клубів «Локомотива» та «Динамо» (Загреб).
У дорослому футболі дебютував 2014 року виступами за команду клубу «Локомотива».

## Виступи за збірні
2012 року дебютував у складі юнацької збірної Хорватії, взяв участь у 6 іграх на юнацькому рівні.
2014 року залучався до складу молодіжної збірної Хорватії. На молодіжному рівні зіграв в одному офіційному матчі.
| Дата       | Місто    | Господарі   | Результат | Гості    | Турнір            | Голи | Примітки  |
| ---------- | -------- | ----------- | --------- | -------- | ----------------- | ---- | --------- |
| 15-10-2018 | Рієка    | Хорватія    | 2 – 1     | Йорданія | товариський матч  | -    | 45+1' 64' |
| 11-6-2019  | Вараждин | Хорватія    | 1 – 2     | Туніс    | товариський матч  | -    | 46'       |
| 6-9-2019   | Трнава   | Словаччина  | 0 – 4     | Хорватія | Відбір до ЧЄ 2020 | -    |           |
| 9-9-2019   | Баку     | Азербайджан | 1 – 1     | Хорватія | Відбір до ЧЄ 2020 | -    | 76'       |
| 19-11-2019 | Пула     | Хорватія    | 2 – 1     | Грузія   | товариський матч  | -    | 46'       |
| Усього     |          | Матчів      | 5         |          | Голів             | 0    |           |

## Титули і досягнення
- Володар Кубка казахської ліги (1):

«Астана»: 2024